# Kreis Hohensalza

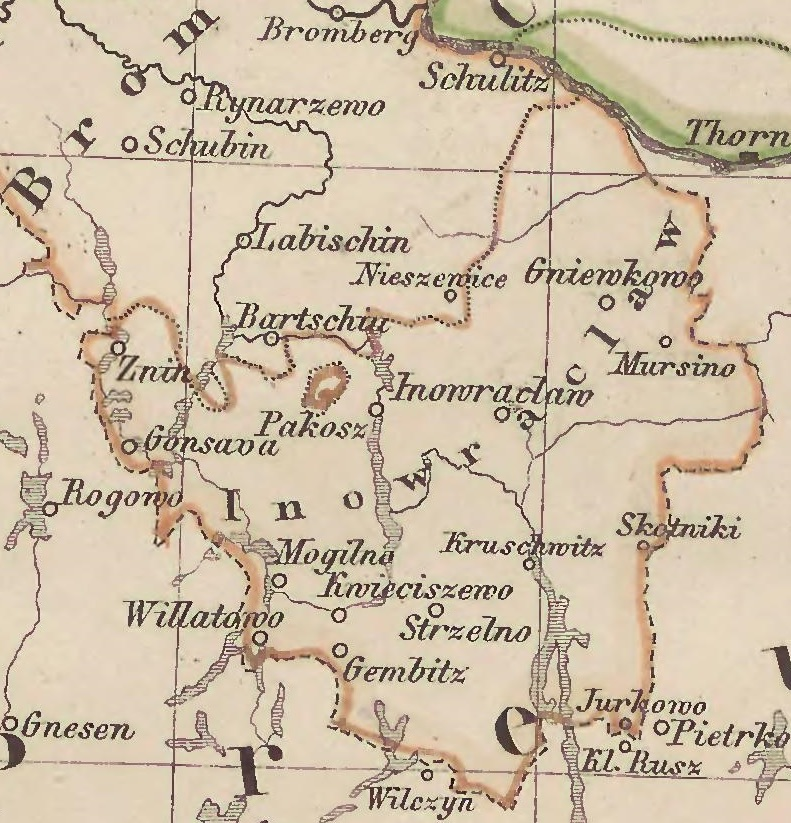
Der Kreis Inowrazlaw in den Grenzen von 1772 bis 1807

Der Kreis Hohensalza in den Grenzen von 1886 bis 1919

Der Kreis Inowrazlaw, von 1904 bis 1919 Kreis Hohensalza, war ein preußischer Landkreis, der in unterschiedlichen Abgrenzungen zwischen 1772 und 1919 bestand. Er gehörte anfänglich zum Netzedistrikt und seit 1815 zum Regierungsbezirk Bromberg der Provinz Posen. Das ehemalige Kreisgebiet gehört heute zum Powiat Inowrocławski der polnischen Woiwodschaft Kujawien-Pommern.

## Geschichte
Seit der Ersten Teilung Polens 1772 war der Kreis Inowrazlaw einer der vier Landkreise des  Netzedistrikts in der preußischen Provinz Westpreußen. Während der Franzosenzeit wurde der Kreis durch den Frieden von Tilsit 1807 in das Herzogtum Warschau eingegliedert. Der gesamte frühere Netzedistrikt wurde auf dem Wiener Kongress am 15. Mai 1815 wieder dem Königreich Preußen zuerkannt. Sein südöstlicher Teil mit dem Kreis Inowrazlaw kam zum Regierungsbezirk Bromberg in der Provinz Posen.
Bei einer ersten Kreisreform im Regierungsbezirk Bromberg am 1. Juli 1816 blieb der Kreis Inowrazlaw unverändert.
Bei einer zweiten Kreisreform am 1. Januar 1818 wurde der Kreis deutlich verkleinert. Die Städte Gonsawa und Znin mitsamt ihrem Umland kamen zum neuen Kreis Schubin, während die Städte Gembitz, Kwitschischewo, Mogilno, Pakosch und Wilatowo mit ihrem Umland zum neuen Kreis Mogilno kamen. Der Kreis Inowrazlaw umfasste seitdem die Städte Gniewkowo, Inowrazlaw, Kruschwitz und Strelno mitsamt den gleichnamigen Dömänenämtern sowie eine Reihe von adligen Gütern. Das Landratsamt wurde in Inowrazlaw eingerichtet.
Als Teil der Provinz Posen wurde der Kreis Inowrazlaw am 18. Januar 1871 Teil des neu gegründeten Deutschen Reichs, wogegen die polnischen Abgeordneten im neuen Reichstag am 1. April 1871 protestierten. Als Amtliches Publikationsorgan sämtlicher Behörden des Kreises und der Nachbarkreise erschien ab 1874 der Kujawische Bote.
Am 1. Juli 1886 wurde aus dem Südteil des Kreises mit der Städten Strelno und Kruschwitz sowie den Polizeidistrikten Strelno I, Strelno II und Kruschwitz der neue Kreis Strelno gebildet. Am 5. Dezember 1904 wurde der Kreis Inowrazlaw in Kreis Hohensalza umbenannt.
Am 27. Dezember 1918 begann in der Provinz Posen der Großpolnische Aufstand der polnischen Bevölkerungsmehrheit gegen die deutsche Herrschaft, und bis auf den nördlichen Teil des Kreises mitsamt der Stadt Argenau geriet das Kreisgebiet innerhalb weniger Tage unter polnische Kontrolle. Ein Waffenstillstand beendete am 16. Februar 1919 die polnisch-deutschen Kämpfe, und am 28. Juni 1919 trat die deutsche Regierung mit der Unterzeichnung des Versailler Vertrags den gesamten Kreis Hohensalza an das neu gegründete Polen ab. Deutschland und Polen schlossen am 25. November 1919 ein Abkommen über die Räumung und Übergabe der abzutretenden Gebiete ab, das am 10. Januar 1920 ratifiziert wurde. Die Räumung des unter deutscher Kontrolle verbliebenen Restgebietes mitsamt der Stadt Argenau und Übergabe an Polen erfolgte zwischen dem 17. Januar und dem 4. Februar 1920. Aus dem Kreis Hohensalza wurde der polnische Powiat Inowrocław. 1925 wurde die Stadt Inowrocław als eigener Stadtkreis aus dem Powiat ausgegliedert. 1932 wurde der Powiat um Teile des aufgelösten Powiats Strzelno vergrößert.

## Einwohnerentwicklung
| Jahr | Einwohner | Quelle |
| ---- | --------- | ------ |
| 1818 | 32.021    | [ 6 ]  |
| 1846 | 63.900    | [ 7 ]  |
| 1871 | 76.599    | [ 8 ]  |
|      |           |        |
| 1890 | 61.841    | [ 9 ]  |
| 1900 | 74.405    | [ 9 ]  |
| 1910 | 77.294    | [ 9 ]  |

Im Jahr 1905 waren 70 % der Einwohner Polen und 30 % Deutsche. Ein Teil der deutschen Einwohner verließ nach 1919 das Gebiet. Der polnische Powiat Inowrocław hatte 1921 noch 16 %, 1926 noch 11,5 % deutsche Einwohner.

## Politik

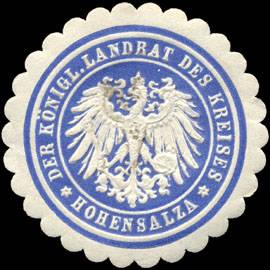
Siegelmarke des Landrats des Kreises Hohensalza

### Landräte
1772–177500Hans von Rohwedel
1775–180300Xaver Andreas von Oppeln-Bronikowski
1803–18xx00Joseph von Karlowski
1818–183500Thaddeus von Wolanski (1785–1865)
1835–185200Eduard Adolph Fernow (1804–1867)
1852–186400Emil Oscar Heinrich von Heyne (1826–1876)
1864–186500Ferdinand Foerster (stellvertretend)
1865–186700Dagobert Borchert (stellvertretend)
1867–187600Hugo von Wilamowitz-Moellendorff (1840–1905)
1876–188900Friedrich Graf zu Solms-Sonnenwalde (1829–1906)
1889–189700Victor Sigismund von Oertzen (1844–1915)
1897–190200Theodor Lucke (* 1859)
1902–191500Walter Buresch (1860–1928)
[1915]00Hans von Bülow (vertretungsweise)(1884–1956)

### Wahlen
Im Deutschen Reich bildeten die Kreise Inowrazlaw und Mogilno in den Grenzen von 1871 den Reichstagswahlkreis Bromberg 4. Der Wahlkreis wurde bei allen Reichstagswahlen von Kandidaten der Polnischen Fraktion gewonnen:
- 187100Hippolyt von Turno
- 187400Thomas von Kozlowski
- 187700Thomas von Kozlowski
- 187800Stanislaus von Kurnatowski
- 188100Stanislaus von Kurnatowski
- 188400Józef von Kościelski
- 188700Józef von Kościelski
- 189000Józef von Kościelski
- 189300Józef von Kościelski
- 189800Josef Krzyminski
- 190300Josef Krzyminski
- 190700Sigismund von Dziembowski-Pomian
- 191200Wojciech Trąmpczyński

## Städte und Gemeinden
Vor dem Ersten Weltkrieg umfasste der Kreis Inowrazlaw (seit 1904 Kreis Hohensalza) die folgenden Städte und Landgemeinden:
- Adlig Brühlsdorf
- Altendorf
- Amsee
- Argenau, Stadt
- Balzweiler
- Batkowo
- Bendzitowo
- Bergbruch
- Broniewo
- Brudnia
- Chrostowo
- Cieslin
- Dembiniec
- Deutsch Suchatowko
- Deutschwalde
- Dombie
- Dombken
- Dziewa
- Eichthal
- Eigenheim
- Elsenheim
- Freitagsheim
- Getau
- Glinken
- Gniewkowitz
- Godziemba
- Gorschen
- Groß Glinno
- Groß Murzynno
- Groß Opok
- Groß Werdershausen
- Groß Wodek
- Grünkirch (Rojewice)
- Güldenhof
- Inowrazlaw, Stadt
- Jakubowo
- Jarken
- Jaxice
- Jazewo
- Jesuiterbruch
- Johannisdorf
- Johannisthal
- Jordanowo
- Jordanowo Hauland
- Kaczkowo Neudorf
- Kaisertreu
- Karczyn Abbau
- Kempa
- Klein Glinno
- Klein Morin
- Klein Opok
- Klein Werdershausen
- Klein Wodek
- Kleinwiese
- Kolankowo
- Kronschkowo
- Lipie Abbau
- Lojewo
- Luisenfelde
- Lukaszewo
- Madgalenowo
- Michalinowo
- Mierogoniewice
- Mimowola
- Minutsdorf
- Mleczkowo
- Neudorf bei Argenau
- Neudorf-Rojewo
- Niesziewice
- Orlowo
- Osniszczewko
- Ostwehr
- Parchanie
- Penchowo
- Perkowo
- Plonkhöfen
- Polnisch Suchatowko
- Przybyslaw
- Radewitz
- Ratzlawitz
- Reichsmark
- Reinau
- Rojewo
- Rojewice (Grünkirch)
- Rombino
- Roneck
- Rycerzewo
- Sanddorf
- Schadlowitz
- Scharley
- Schellstein
- Schirpitz
- Seedorf
- Sikorowo
- Slabencinek
- Slonsk
- Spital
- Standau
- Steinfurt
- Szymborze
- Tarkowo Hauland
- Tuczno
- Turzany
- Weißenberg
- Wielowies
- Wonorze
- Woydahl